# August von der Heydt (Bankier, 1851)

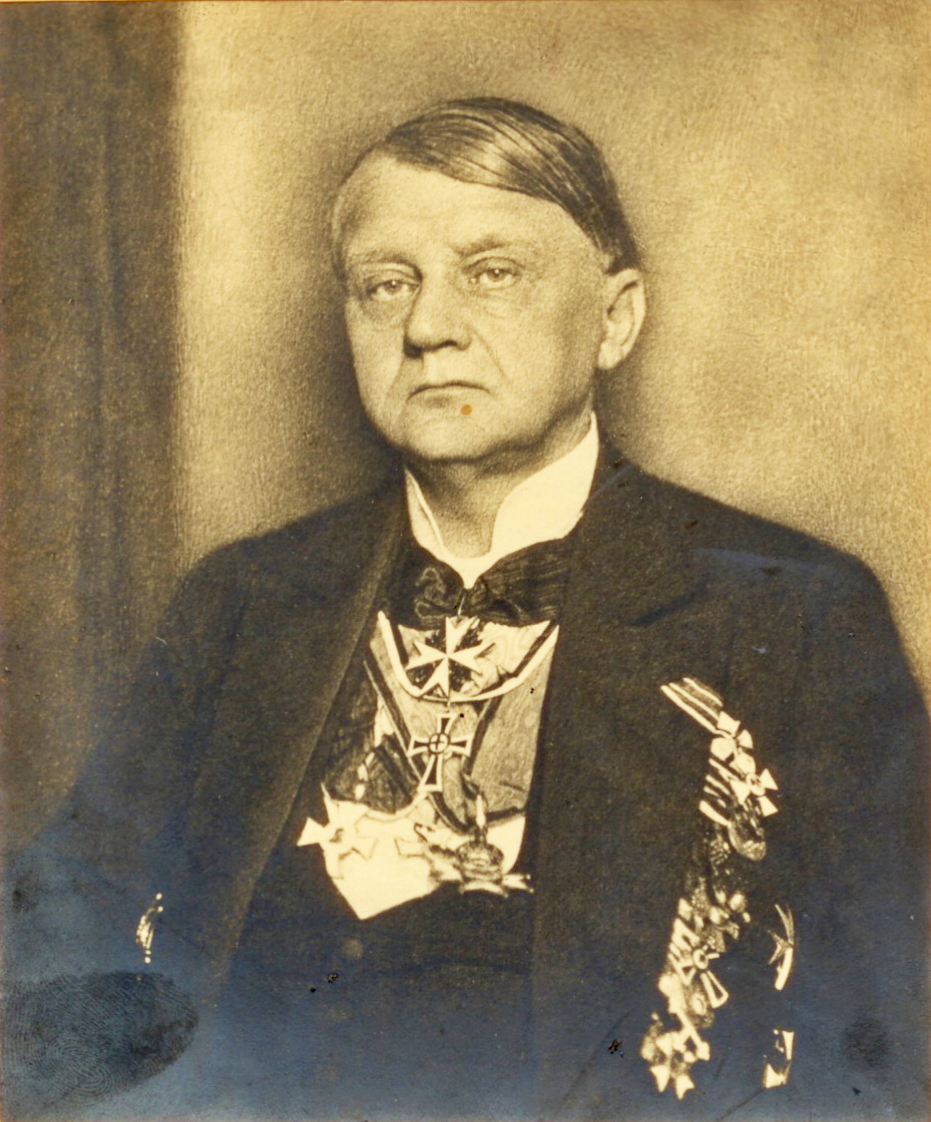
August Freiherr von der Heydt 1851–1929

August Freiherr von der Heydt (* 18. Mai 1851 in Elberfeld (Wuppertal); † 28. September 1929 in Bonn) war ein Bankier und Kunstmäzen. Gelegentlich wird sein Name auch mit „August Karl“ angegeben, was jedoch nicht historisch belegt ist.

## Leben
Seine Eltern waren der Bankier August von der Heydt (1825–1867) und dessen Ehefrau Maria Helene Boeddinghaus (1828–1899), eine Tochter des Essener Fabrikanten Karl Boeddinghaus (1797–1872). Sein Großvater war der preußische Minister August Freiherr von der Heydt.
August arbeitete nach entsprechender Ausbildung beim Bankhaus Delbrück, Leo & Cie. seit 1874 im väterlichen Bankhaus von der Heydt-Kersten & Söhne und wurde 1878 einer dessen Teilhaber. Er war einer der größten Förderer seiner Heimatstadt, auf dessen finanzielle und ideelle Unterstützung die Errichtung des Stadttheaters, des Staatsforsts Burgholz, der Bau des Zoologischen Gartens sowie die Einrichtung des Städtischen Kunstmuseums wesentlich zurückzuführen ist. Er war Gründungsmitglied und langjähriger Vorsitzender des Elberfelder Verschönerungsvereins.
Als Mäzen unterstützte er die moderne Kunst. Seine Privatsammlung war eine der bedeutendsten seiner Zeit; sie umfasste Werke unter anderem von Honoré Daumier, Georges Braque, Pablo Picasso, Ferdinand Hodler, Paul Cézanne, Henri Matisse, Pierre-Auguste Renoir und Paul Gauguin sowie zahlreichen deutschen Expressionisten (z. B. Paula Modersohn-Becker, Emil Nolde, Oskar Kokoschka). Ein wesentlicher Teil der Sammlung wurde beim Luftangriff auf Wuppertal im Juni 1944 zerstört. Die nach dem Zweiten Weltkrieg verbliebenen Teile der Sammlung wurden von seinem Sohn Eduard (1882–1964) dem von der Heydt-Museum der Stadt Wuppertal übereignet.
1880 heiratete August Selma Haarhaus (1862–1944), ihre Söhne August und Eduard wurden 1881 und 1882 geboren. Der jüngste Sohn Robert Bernhard (* 1889) verstarb kurz nach seiner Geburt. 1920 verlegte das Ehepaar seinen Wohnsitz an die heutige Koblenzer Straße 121 in Bad Godesberg.
Von der Heydt erhielt zahlreiche Ehrungen. Er war Ehren-Ritter des Johanniterordens, Ehrenbürger der Stadt Elberfeld und Königlich-Griechischer Konsul. Er besaß den Titel eines Geheimen Kommerzienrats.